# Kamienica Józefa Frageta w Warszawie
Kamienica Józefa Frageta – neorenesansowa kamienica znajdująca się przy ul. Elektoralnej 14 na terenie warszawskiego osiedla Mirów, w dzielnicy Śródmieście. 

## Opis
Kwestionowane jest, czy kamienica została wybudowana ok. 1830 na zlecenie Józefa Hempla, czy w 1844 na zlecenie platernika Józefa Frageta – właściciela Fabryki wyrobów srebrnych i platerów Józefa Frageta. Oryginalny adres brzmiał Elektoralna 16. Pewne jest, że od 1844 w oficynach bocznych mieściły się warsztaty fabryczne.
Kamienica została spalona w trakcie II wojny światowej w 1944 i odbudowana w latach 50. XX wieku bez oficyn. W bramie projektu Andrzeja Gołońskiego zachowały się inicjały J.F. należące do założyciela zakładów Frageta. 
W 2012 wpisana do gminnej ewidencji zabytków.  